# Xenylla alba
Xenylla alba är en urinsektsart som beskrevs av James P. Folsom 1932. Xenylla alba ingår i släktet Xenylla och familjen Hypogastruridae. Inga underarter finns listade i Catalogue of Life.